# Konstantin Rudenko
Konstantin Walerjewitsch Rudenko (russisch Константин Валерьевич Руденко; * 23. Juli 1981 in Ust-Kamenogorsk, Kasachische SSR) ist ein russisch-kasachischer Eishockeyspieler, der zuletzt bei Barys Astana aus der Kontinentalen Hockey-Liga unter Vertrag stand.

## Karriere
Konstantin Rudenko begann seine Karriere als Eishockeyspieler in seiner Heimatstadt in der Nachwuchsabteilung von Torpedo Ust-Kamenogorsk. Von dort wechselte er zum HK Awangard Omsk, für dessen zweite Mannschaft er in der Saison 1997/98 in der drittklassigen Perwaja Liga aktiv war. Anschließend spielte er ein Jahr lang für die zweite Mannschaft von Sewerstal Tscherepowez in der zweiten Liga des russischen Verbandes, welche aufgrund von Unstimmigkeiten einmalig parallele zum Spielbetrieb der Wysschaja Liga ausgetragen wurde. In der Saison 1999/2000 gab der Flügelspieler sein Debüt für den SKA Sankt Petersburg in der Superliga, der höchsten russischen Spielklasse. 
Zur Saison 2000/01 wechselte Rudenko innerhalb der Superliga zu Lokomotive Jaroslawl. Mit dessen Profimannschaft wurde er 2002 und 2003 jeweils den russischen Meistertitel gewann. In der Folgezeit etablierte sich der Russe als Stammkraft für Lokomotive in der Superliga, in deren letzter Spielzeit, der Saison 2007/08 Vizemeister wurde. Ab der Saison 2008/09 stand er für Jaroslawl in der neu gegründeten Kontinentalen Hockey-Liga auf dem Eis. In der KHL-Premierenspielzeit erreichte er mit seiner Mannschaft auf Anhieb das Playoff-Finale um den Gagarin Cup, in dem er sich mit seinem Team in der Best-of-Seven-Serie allerdings Ak Bars Kasan mit 3:4-Siegen geschlagen geben musste. Zur Saison 2011/12 unterzeichnete Rudenko einen Kontrakt bei Atlant Mytischtschi, wo er jedoch nur eine Spielzeit verbrachte. Anschließend kehrte er in seine kasachische Heimat zurück und stand bis 2016 bei Barys Astana auf dem Eis.

### International
Der in Kasachstan geborene russischstämmige Rudenko trat lange Zeit international überhaupt nicht in Erscheinung. Erst mit 33 Jahren gab er bei der Weltmeisterschaft 2015 in der Division I sein Debüt für die kasachische Nationalmannschaft und wurde schon bei diesem ersten Auftritt im Nationaldress zum Kapitän des Teams ernannt. Mit den Asiaten gelang ihm als ungeschlagener Gruppensieger der Aufstieg in die Top-Division, zu dem er als bester Vorbereiter des Turniers und Topscorer – gemeinsam mit seinen Landsleuten Roman Startschenko, Kevin Dallman, Jewgeni Rymarew und Wadim Krasnoslobodzew sowie dem Ungarn Andrew Sarauer – maßgeblich beitrug.

## Erfolge und Auszeichnungen
- 2002 Russischer Meister mit Lokomotive Jaroslawl
- 2003 Russischer Meister mit Lokomotive Jaroslawl
- 2008 Russischer Vizemeister mit Lokomotive Jaroslawl
- 2009 Russischer Vizemeister mit Lokomotive Jaroslawl
- 2015 Aufstieg in die Top-Division bei der Weltmeisterschaft der Division I, Gruppe A
- 2015 Topscorer und meiste Torvorlagen bei der Weltmeisterschaft der Division I, Gruppe A

## Statistik
(Stand: Ende der Saison 2014/15)